# Sacramentsdag
Sacramentsdag ook wel het Hoogfeest van het Allerheiligst Sacrament genoemd, is een hoogfeest binnen de Rooms Katholieke Kerk. 
Op dit feest wordt gevierd dat Jezus Christus Zichzelf onder de gedaante van brood en wijn aan de gelovigen wil geven als voedsel en voortdurend onder de mensen wil blijven door middel van zijn waarachtige tegenwoordigheid (Sua realis praesentia) in de geconsacreerde offergaven. De eerbied die in de Katholieke Kerk voor de geconsacreerde heilige Hostie bestaat, wordt op deze feestdag tot uitdrukking gebracht.
Het feest valt op de tweede donderdag na Pinksteren, maar wordt in de Belgische en Nederlandse kerken meestal gevierd op de zondag erna. Een sacramentsprocessie kan  een onderdeel zijn van dit feest.
Op die dag wordt de sequens Lauda Sion gezongen in de H. Mis en op talrijke plaatsen wordt na de Mis de geconsacreerde heilige hostie in een monstrans geplaatst, ter aanbidding. Ook gaat op deze dag de sacramentsprocessie uit, waarbij de priester het Allerheiligste Sacrament (de heilige Hostie) in een monstrans door de straten van de parochie ronddraagt. Dit laatste is in sommige streken van Nederland een tijd in onbruik geweest, onder andere door het processieverbod dat vanaf 1848 tot 1983 in de Nederlandse grondwet was ingeschreven, maar wordt hier en daar opnieuw ingevoerd (onder andere sinds 2004 vanuit de Amsterdamse Onze Lieve Vrouwekerk). In Noord-Brabant, Zeeuws-Vlaanderen, voormalig Land van Kleef en Limburg bleef de sacramentsprocessie wel uitgaan.

## Naamgeving
De volledige naam in het Latijn 
is  Sanctissimi corporis et sanguinis Christi solemnitas (Hoogfeest van het heilig lichaam en bloed van Christus), afgekort tot Corpus Christi of Corpus Domini. In het Duits heet het Fronleichnam, van Oud-Duits vrône lîcham, lichaam des Heren, in het Frans Fête-Dieu.

## Geschiedenis
Vanaf het begin van de dertiende eeuw kwam het sacrament van de eucharistie steeds centraler te staan in de godsdienstige beleving van de westerse christenheid. De nieuwe vroomheid was gestoeld op twee pijlers: een dogmatische en een mystieke. 

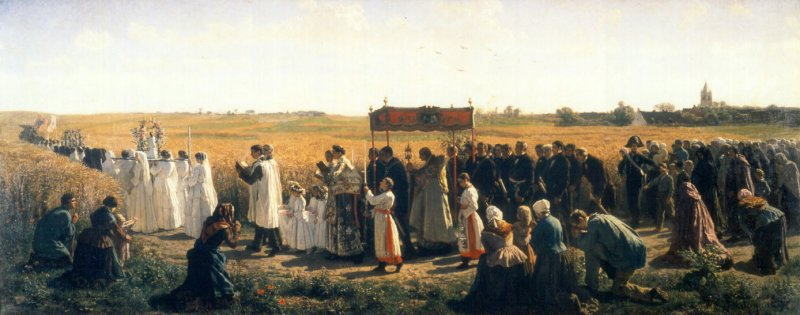
De sacramentsprocessie tijdens de bénédictions des blés (zegening van het koren) in Artesië, Jules Breton, 1857

### Dogma
De eerste pijler betreft de kerkelijke leer over de werkelijke tegenwoordigheid van Christus in het sacrament (praesentia realis), meer bepaald de uitleg van de woorden 'hoc est enim corpus meum' (‘dit is mijn lichaam’) die de priester bij de zogenoemde consecratie in de mis uitspreekt over het brood, de hostie. Volgens de leer verandert op dat moment het brood in het lichaam van Christus en verandert, na het uitspreken van gelijkaardige woorden, ook de miswijn in het bloed van Christus. Om dit leerstuk te ondersteunen werd zelfs de liturgie aangepast, onder meer door de introductie van de zogenoemde ‘elevatie’ van de hostie in de mis, waarbij de priester-celebrant de geconsacreerde hostie opbeurde tot boven zijn hoofd, zodat de gelovigen Christus konden aanbidden. De eucharistie werd onmisbaar geacht voor de verwerving van het eeuwig heil, te meer omdat het als enige van de zeven sacramenten Christus zélf zou bevatten. In 1215, tijdens het Vierde Lateraans Concilie, kondigde paus Innocentius III zelfs het dogma van de ‘transsubstantiatie’ af: al blijven het brood en de wijn onveranderd voor de menselijke waarneming, toch veranderen ze bij de consecratie werkelijk in respectievelijk het lichaam en bloed van Christus.  Zoals de eucharistie het ‘sacrament der sacramenten’ was geworden, zo groeide het dogma van de transsubstantiatie uit tot een soort strijdkreet van de kerk tegen ‘ketters’ en twijfelende christenen. Omdat de transsubstantiatie moeilijk op verstandelijke wijze kon worden uitgelegd aan de ‘gewone’ gelovigen, werd in de prediking steeds meer gebruik gemaakt van wonderverhalen, de zogenoemde ‘exempelen’, waarin iets miraculeus gebeurt met hosties of met de miswijn, bijvoorbeeld brood dat gaat bloeden of witte wijn die plots rood kleurt. Dergelijke wonderbaarlijke gebeurtenissen werden beschouwd als een tastbaar bewijs van de kerkelijke leer. 
Zo vertelt de cisterciënzer Caesarius van Heisterbach († ca. 1240), in zijn Dialogus miraculorum, over een benedictijner monnik die, waarschijnlijk in 1222, in de kerk van Meerssen de mis opdroeg, maar daarbij vergeten was om wijn in de kelk te doen. Nadat hij een partikel van de geconsacreerde hostie in de kelk had laten vallen, stroomde deze gedeeltelijk vol met water en bloed. Dit wonder werd door Caesarius en anderen beschouwd als een goddelijk teken om duidelijk te maken dat het brood al veranderd is in het lichaam van Christus voordat de wijn is geconsacreerd. Al snel na de miraculeuze gebeurtenis ontwikkelde Meerssen zich tot een heus bedevaartoord, een zogenoemd Sacrament van Mirakel. Bijna gelijktijdig, in 1223, ontstond ook in de kerk van Sint Truiden een nieuwe cultus met bedevaart, eveneens naar aanleiding van een hostiewonder. Al met al kunnen de Nederlanden bogen op zo’n 35 middeleeuwse Sacramenten van Mirakel.
In Italië heeft de kerk steeds krachtige bevestiging van de leer van de transsubstantiatie gezien in het eucharistisch mirakel van Bolsena. In 1263 droeg een Boheemse priester die ernstige twijfels over de transsubstantiatie had, op doorreis een mis op in de Sint Christinabasiliek in Bolsena. Toen hij de hostie geconsacreerd had, stroomde daaruit bloed op het onderliggende doekje. Hij spoedde zich met de doek naar Orvieto, waar toen paus Urbanus IV verbleef. De rechtgelovige paus zag in het mirakel onmiddellijk een teken van God. Het doekje wordt nog altijd in de kathedraal van Orvieto bewaard en in Bolsena wordt het mirakel ieder jaar op Sacramentsdag met bloemtapijten en een processie luisterrijk herdacht.

### Mystiek
De tweede pijler betreft de gerichtheid op de persoon van Christus, meer bepaald het streven om zich op innerlijke of mystieke wijze met hem te verenigen. In de twaalfde eeuw initieerden Bernardus van Clairvaux († 1153) en Willem van Saint-Thierry († 1149) met hun commentaren op het Bijbelse Hooglied de zogenoemde ‘bruidsmystiek’. Bij het streven naar de innerlijke vereniging met God, werd Christus voorgesteld als bruidegom en de (ziel van de) individuele gelovige als bruid. Mede vanwege deze bruidssymboliek waren er veel meer vrouwen dan mannen die zich toelegden op de mystiek, met name cisterciënzerinnen en – vooral in de Nederlanden – begijnen.
Wat voor de hand lag, gebeurde ook: de fixatie op het sacrament van de eucharistie, waarin men Christus immers aanwezig achtte, werd gecombineerd met het verlangen om zich op mystieke wijze met Christus te verenigen. Tal van vrouwen ervoeren deze vereniging tijdens de mis, bij de communie of in de nabijheid van de heilige reserve. Zo aanschouwde de begijn Hadewijch van Antwerpen († ca. 1250) in een van haar visioenen het eucharistisch brood in de gedaante van een klein kind, dat naar haar toekwam en vervolgens veranderde in een knappe man, die haar de communie gaf en vervolgens innig tegen zich aandrukte.

### Juliana van Cornillon
Een bijzonder grote impact op het godsdienstig leven in de late middeleeuwen hadden de visioenen van een andere mystica en tijdgenoot van Hadewijch, de uit Retinne (Luik) afkomstige Juliana van Cornillon († 1258). Over het precieze statuut van deze dertiende-eeuwse visionaire is heel wat gespeculeerd. Was zij begijn, recluse, cisterciënzerin, norbertines of augustines? In kerkrechtelijk opzicht komt zij het meest in aanmerking als augustines, ware het niet dat de kaders destijds zo poreus waren en dat Juliana noodgedwongen zo vaak moest zwalken van het ene onderkomen naar het andere, dat het beter is om haar niet van een bepaald ‘kloosterzegel’ te voorzien. In de geest was zij het meest verwant aan de begijnen omdat zij net als zij niet in een (slot)klooster leefde en zich net als zij zowel aan gebed als aan ‘liefdewerken’ wijdde (Vita I/14). In de Latijnse vita van Juliana, reeds enkele jaren na haar dood vervaardigd, lezen we dat zij al vanaf haar jeugd herhaaldelijk eenzelfde visioen kreeg dat zij echter niet kon duiden. Zij zag steeds een volle stralende maan, waaraan echter een klein segment ontbrak. Na haar veelvuldige smeekbeden onthulde Christus aan haar wat het betekende. De maan verbeeldde het liturgisch jaar waaraan blijkbaar nog een feest ontbrak. Hij wilde dat er een nieuw liturgisch feest zou worden ingesteld ter ere van het sacrament van zijn lichaam en bloed. Uit nederigheid en een gevoel van onwaardigheid verzuimde Juliana echter om dit goddelijk verlangen wereldkundig te maken (vita II/6). Het duurde nog ruim twintig jaar voor zij eindelijk tot actie overging. Eerst legde zij haar zaak voor aan zes geleerde geestelijken die unaniem oordeelden dat de instelling van dit feest zou strekken tot heil van de Kerk en de gelovigen (vita II/7). Vervolgens zocht en vond zij in de begijn Isabella van Hoei een medestandster om haar initiatief verder uit te dragen (vita II/8). 
Haar volgende stap was de compositie van een eigen officie – dat wil zeggen alle teksten voor het getijdengebed – voor het nieuwe feest (vita II/9). Samen met een jonge, onervaren clericus die bij haar in huis woonde, een zekere Johannes, zette zij zich aan deze klus.  In goede harmonie togen beiden aan het werk: hij zette zich aan het schrijven en zij zette zich aan het gebed. Telkens wanneer hij een deel van het officie af had, legde hij dat aan Juliana voor waarbij hij zei: ‘Dit, mijn meesteres, is U van boven toegezonden. Ziet U of er nog dingen verbeterd moeten worden in de zangwijze of de tekst?’ Indien nodig bracht zij inderdaad correcties aan, waarbij zij, dankzij de kennis die bij haar was ingestort, een grote scherpzinnigheid etaleerde. Aan haar verbeteringen kon zelfs de grootste geleerde niets meer toevoegen, aldus de schrijver van Juliana’s vita. En zo werd in 1246 Corpus Christi of Sacramentsdag als nieuw feest in het bisdom Luik ingevoerd op de tweede donderdag na Pinksteren, met het officie van Juliana en Johannes, Animarum cibus (Zielenspijs).

### Invoering van Sacramentsdag met het officieSacerdos in aeternumvan Thomas van Aquino
In 1264, een jaar na het mirakel van Bolsena, zou paus Urbanus IV, vóór zijn pontificaat een van de geleerde geestelijken die door Juliana van Cornillon waren geconsulteerd, Sacramentsdag verheffen tot verplichte feestdag voor de universele Kerk. Voor Animarum cibus kon hij echter weinig enthousiasme opbrengen. Prompt liet Urbanus een nieuw officie samenstellen, Sacerdos in aeternum, door iemand aan wiens kwaliteiten als geleerde en poëet niemand twijfelde, Thomas van Aquino. Dit officie wordt tot op de huidige dag gebruikt voor de Sacramentsdagliturgie.

## Viering van Sacramentsdag

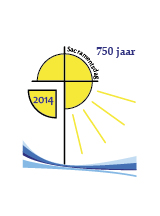
Logo 750 jaar Sacramentsdag 2014

In de veertiende eeuw zou dit uit de Nederlanden afkomstige feest zich, met zijn processies en toneelspelen, ontwikkelen tot wellicht de meest grootse – vaak ook triomfalistische – geloofsmanifestatie van de katholieke kerk. In sommige landen, bijvoorbeeld op het Latijns-Amerikaanse continent, wordt Sacramentsdag nog uitbundig gevierd. In Brazilië, (delen van) Duitsland, Kroatië, Liechtenstein, Monaco, Oostenrijk, Polen, Portugal, San Marino, (delen van) Spanje, Vaticaanstad en (delen van) Zwitserland, is de donderdag van Sacramentsdag nog altijd een officiële feestdag. In onder andere landen als België, Italië en Nederland wordt het christelijke feest veelal op de aansluitende zondag gevierd.

Sacramentsprocessies
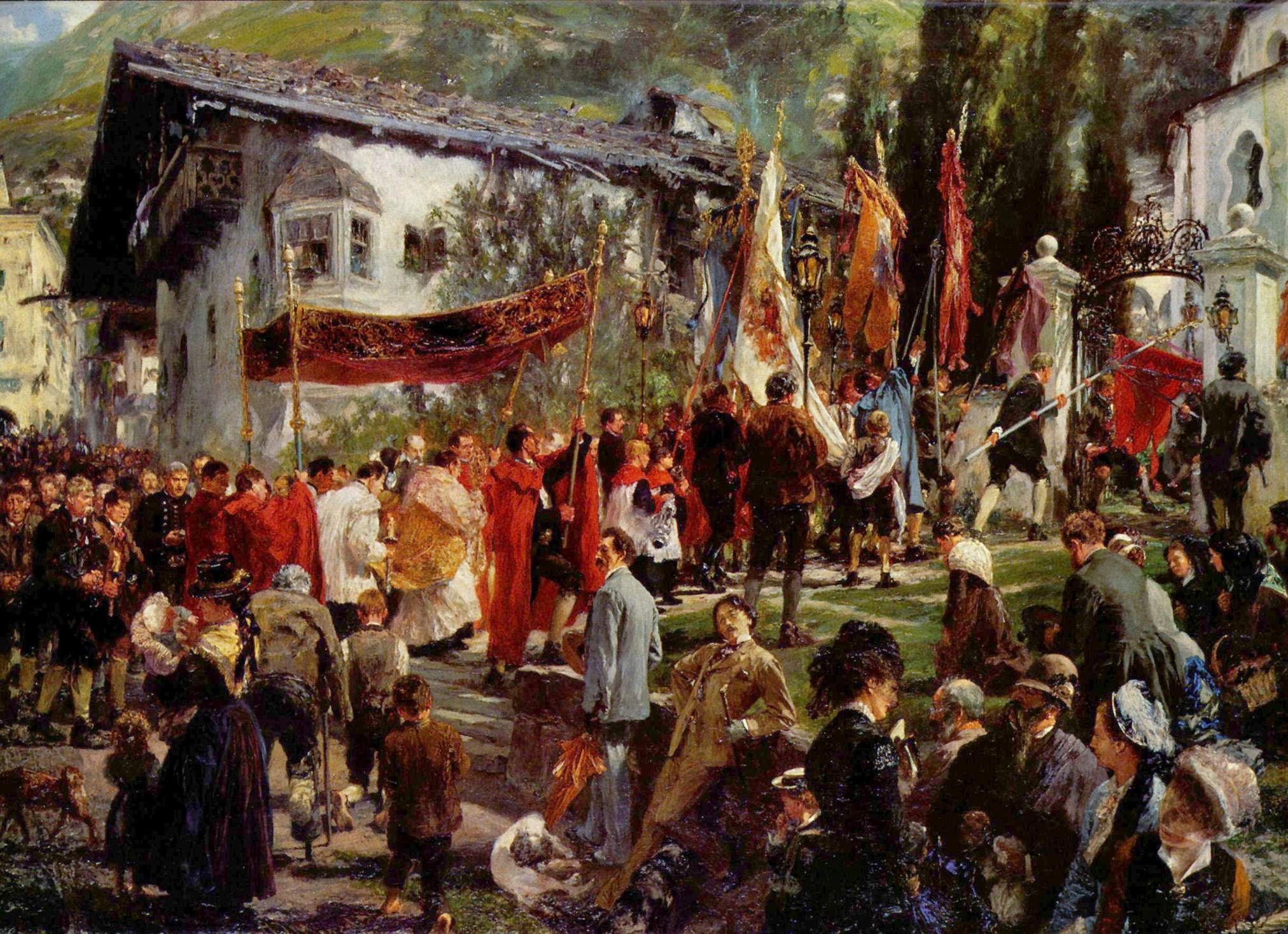
Adolph Menzel: Sacramentsprocessie, 1880
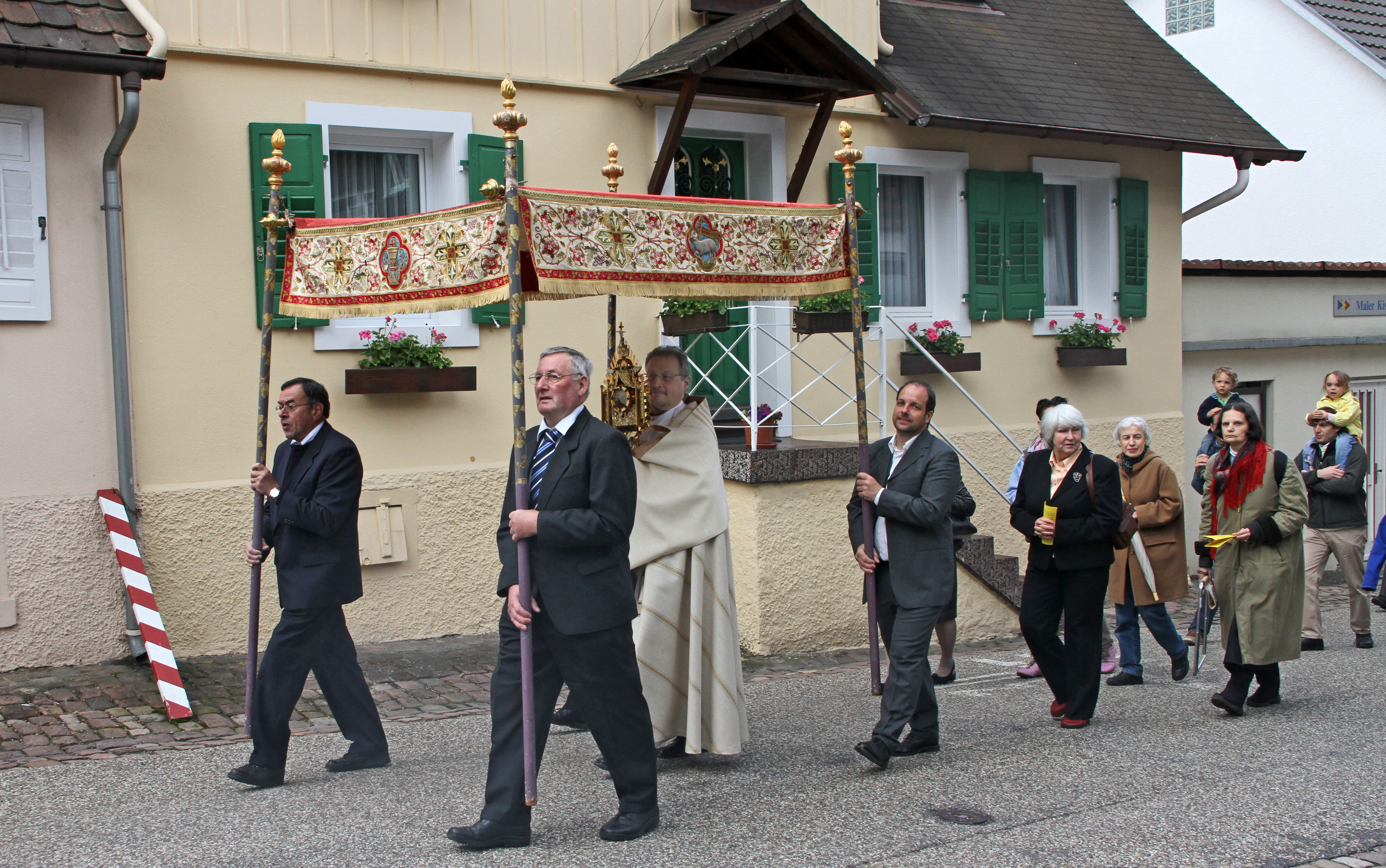
Sacramentsprocessie in Baden-Baden
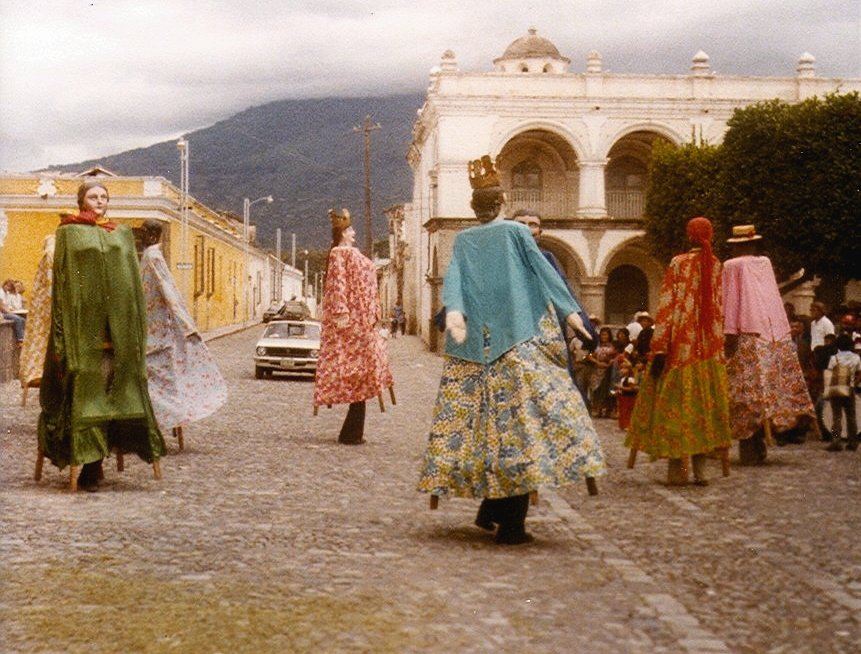
Sacramentsprocessie in Guatemala
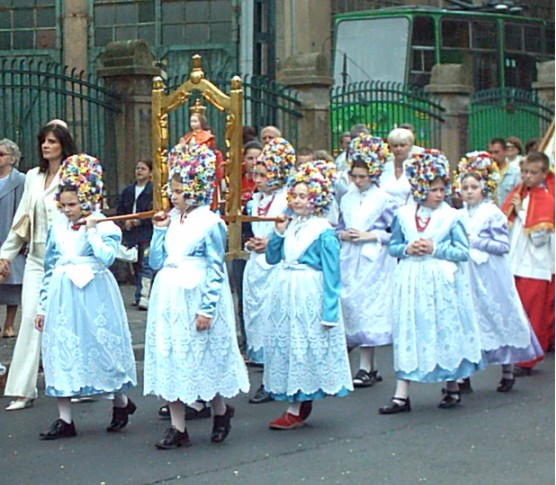
Sacramentsprocessie in Poznań, 2004
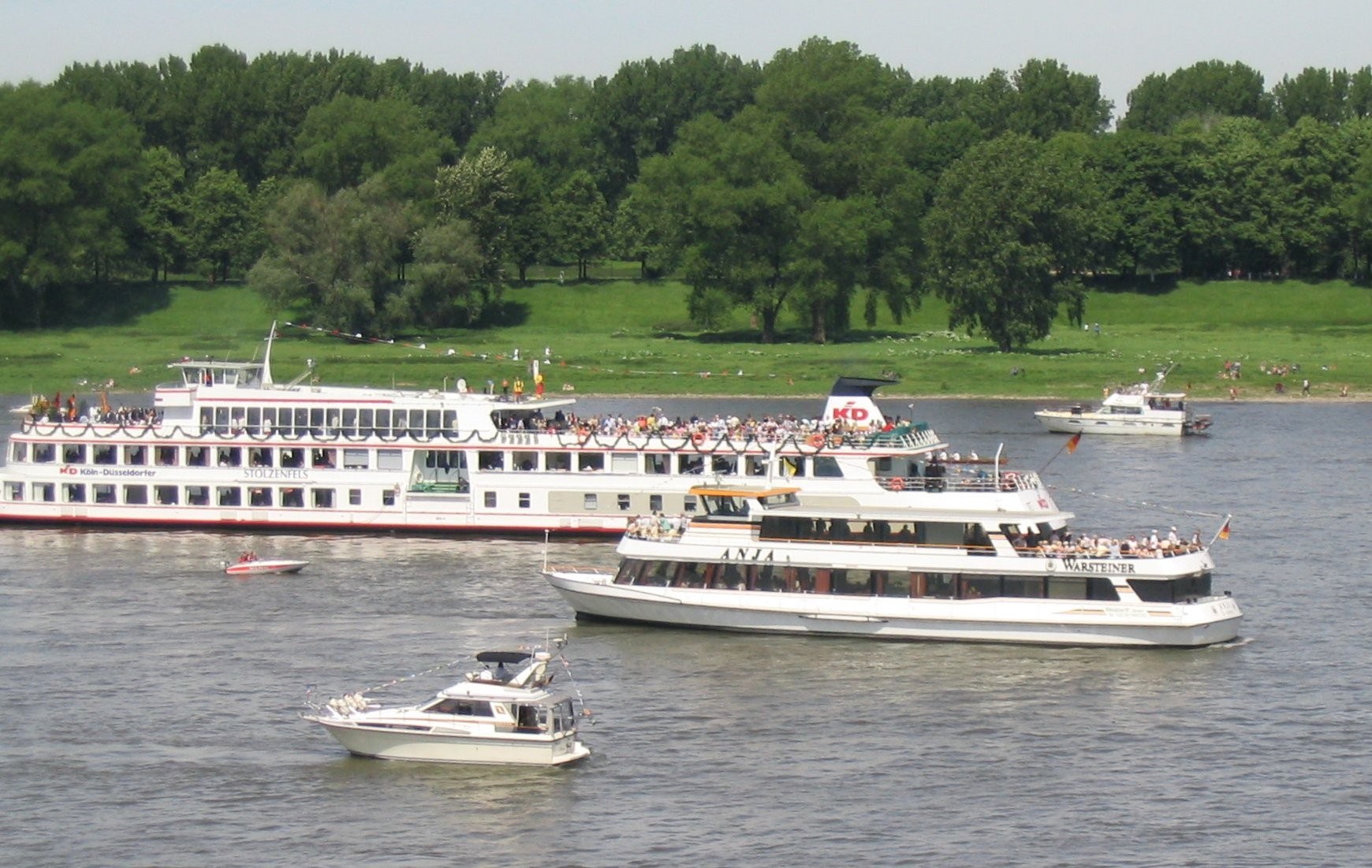
Sacramentsprocessie "Mülheimer Gottestracht" met schepen en bootjes op de Rijn in Keulen, 2005
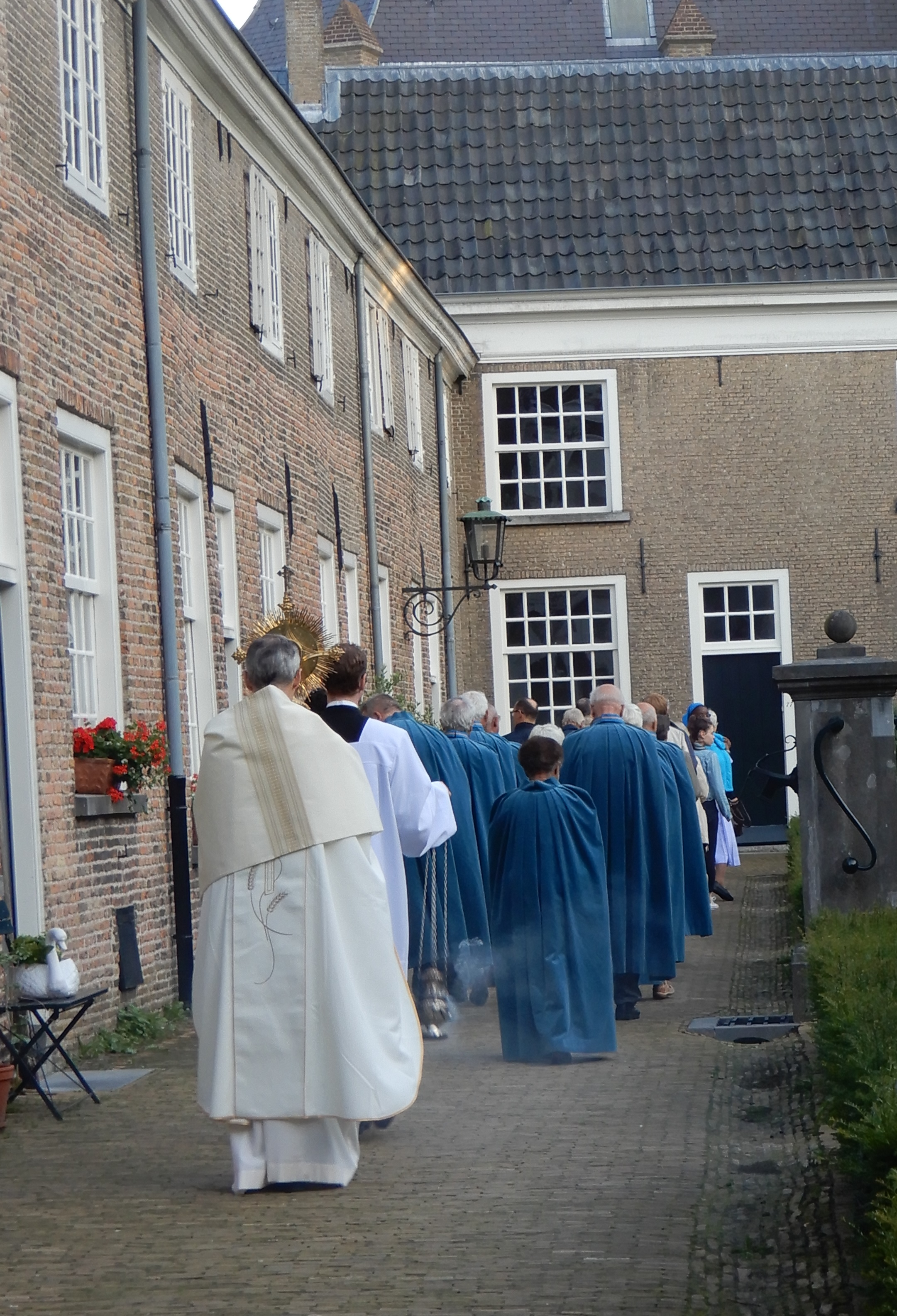
Sacramentsprocessie op het Begijnhof van Breda.
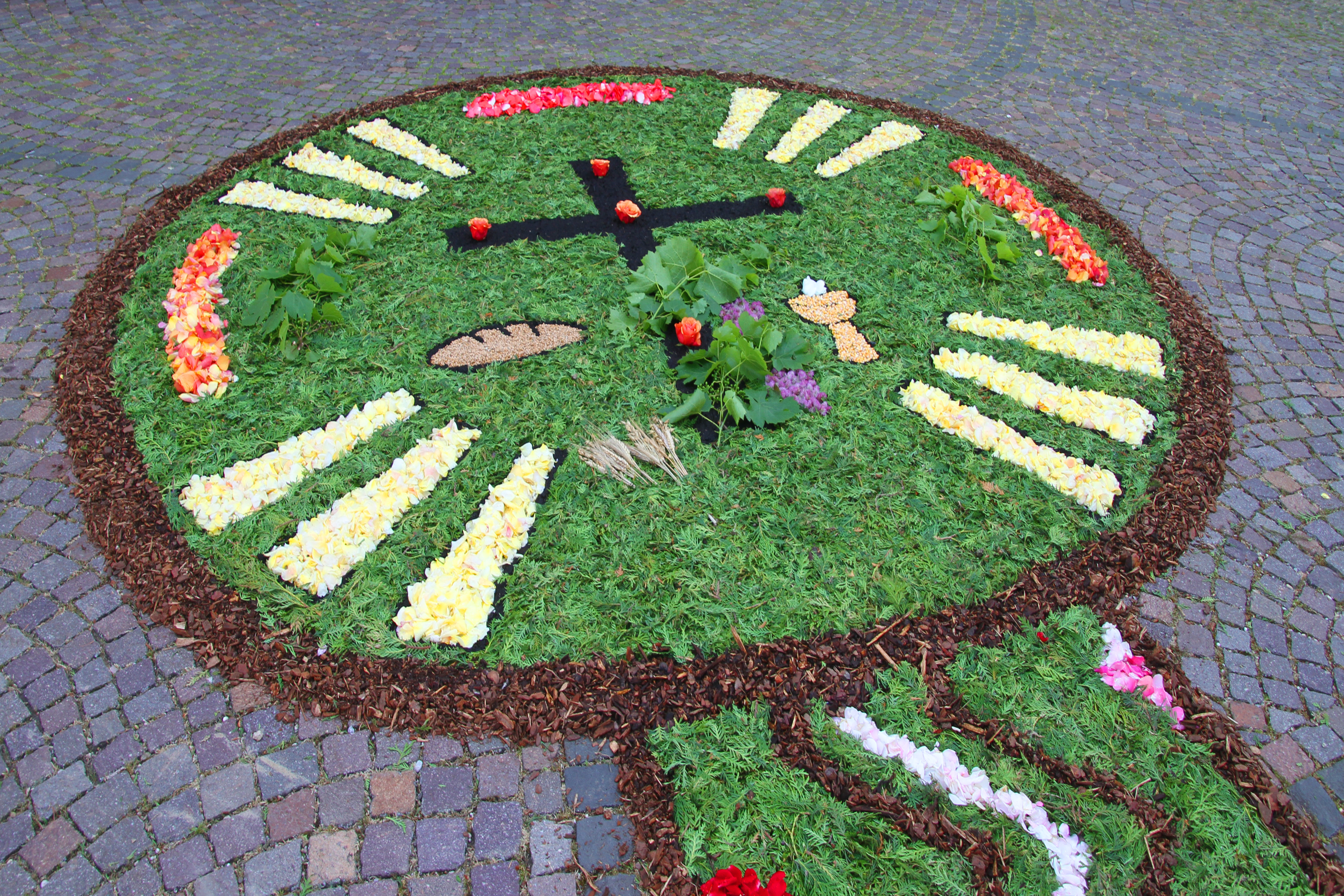
Bloementapijt in Ottersweier, 2017

## Wetenswaardigheden
- Paus Benedictus XVI benadrukte in een toespraak van 17 november 2010 de grote rol die Juliana van Cornillon uit het bisdom Luik in de dertiende eeuw heeft gehad bij de instelling van 'een van de belangrijkste liturgieën van het jaar: Sacramentsdag'.
- Op Sacramentsdag van 1578 overrompelden calvinisten gesteund door de Staatse troepen de kathedraal van Haarlem, doodden de plebaan en vernielden het interieur.
- Maarten Luther noemde Sacramentsdag de meest afkeurenswaardige feestdag van de katholieke kerk.